# Siedle (Unternehmen)
Die S. Siedle & Söhne Telefon- und Telegrafenwerke OHG ist ein deutscher Hersteller von Gebäudekommunikationstechnik mit Sitz in Furtwangen im Schwarzwald.

## Siedle-Gruppe
Die Siedle-Gruppe besteht heute (Stand: Juli 2024) aus den folgenden Unternehmen:
- S. Siedle + Söhne Telefon- und Telegrafenwerke OHG, Furtwangen
  - Kunststoff- und Elektrotechnik GmbH, Mönchweiler
- Novotechnik Messwertaufnehmer OHG, Ostfildern
- Contelec AG, Biel, Schweiz

Es handelt sich im gesellschaftsrechtlichen Sinn um keinen Konzern, da die Unternehmen nur über die Gesellschafter/Aktionäre verbunden sind. Eine Konzernbilanz wird nicht erstellt.

## Geschichte
Das Unternehmen geht darauf zurück, dass der Landwirt Mathäus Siedle seinen Bregenbachhof bei Furtwangen im Jahr 1750 um eine Gießerei erweiterte. Gefertigt wurden Glocken, Gewichte und andere Gussteile für die Uhrenmanufaktur. Mit dem Neubau einer Fabrik in Furtwangen im Jahr 1870 wurde der Wandel zu einem Industrieunternehmen vollzogen. 1885 wurde „S. Siedle & Söhne“ von Salomon Siedle II. (1830–1890) als Firmenname gewählt, darauf basierend das bis dato bestehende Firmenkürzel „SSS“. Bedingt durch den Niedergang der Uhrenfabrikation, ergänzte das Unternehmen in diesen Jahren die Produktpalette um Schwachstrom- und Telegrafentechnik. Das Unternehmen produzierte ab 1900 Fernsprechapparate und deren Zubehör. Damit wandelte sich Siedle gegen Ende des 19. Jahrhunderts zum deutschen Pionier der Telegrafie und Telefonie.
Die Einführung des Fernmeldemonopols leitete 1928 den Wandel zur Produktion von Haus- und Türsprechanlagen ein.
Das Firmenlogo in den 1930er-Jahren bestand aus einem Kreis, mittig mit einem großen S geklammert von links und rechts zwei kleineren S. Über das Vermögen der S. Siedle & Söhne Telefon- und Telegrafenwerke Aktiengesellschaft, Furtwangen, wurde am 5. Mai 1935 am Amtsgericht Donaueschingen der Konkurs eröffnet. Am 28. Dezember 1938 wurde das Konkursverfahren „nach rechtskräftiger Bestätigung des Zwangsvergleichs aufgehoben“ und somit die Fortsetzung im März 1939 beschlossen. Zum 23. Juni 1939 erlosch die Prokura von Otto und Günter Siedle und der Vorstand wurde um Günter Siedle erweitert.
Die S. Siedle & Söhne Telefon- und Telegrafenwerke AG wurde 1937 in die Liste der Nationalsozialistischen Musterbetriebe aufgenommen. Siedle war ein Hersteller der Feldfernsprecher FF33, die später für die Wehrmacht unter dem Fertigungskennzeichen „dnm“ produziert wurden.
Im Winter 1941 kam es zu einem Großbrand auf dem Gelände von Siedle in Furtwangen, dem „fast alle Fabrikgebäude zum Opfer fielen“, woraufhin im gesamten Stadtgebiet verstreut behelfsmäßig Räumlichkeiten angemietet wurden, um den Betrieb weiter zu führen. Im Oktober 1942 wurde das Unternehmen geführt unter Aufsichtsrat Willi Pfeil, Karl Miltner, Hermann Siedle (* 1865), Hektor Siedle † (Witwe Emma Siedle) und den Vorständen Kurt, Hans und Günter Siedle. Ab 1951 führte das Unternehmen der zuvor in New York, Kolumbien, Schweiz, Niederlande und England tätig gewesene und ab 1944 mit ausgesprochenem Berufsverbot, fünfte Sohn von Viktor Siedle (verstorben 1910 im Alter von 53 Jahren, eigentlich Hektor Siedle) Max Helmut Siedle (1894–1976). Siedle beteiligte sich mit einer Einzahlung in die im Jahre 2000 gegründete Stiftung Erinnerung, Verantwortung und Zukunft.
Von 1970 an führte Max Helmut Siedles einziger Sohn Horst Siedle (1938–2019) als Geschäftsführer das Unternehmen. Mindestens seit 1994 existiert eine S. Siedle & Söhne Telefon- und Telegrafenwerke Stiftung & Co. Im Folgejahr verzeichnete Siedle ein Geschäftsjahr mit von 200 Millionen D-Mark Umsatz und 571 Mitarbeitern. Die Basler Zeitung gab am 5. August 1999 Umsatzzahlen der Furtwanger Firma Siedle heraus, die bei ca. 300 Mio. DM Umsatz lagen.
Ab 2000 führte Horst Siedle gemeinsam mit seiner zweiten Ehefrau Gabriele Siedle (* 1951) das Unternehmen, welches im Besitz einer Stiftung in Liechtenstein ist. 2005 übernahm die gelernte Bankkauffrau die alleinige Führung des Unternehmens. 2011 erwirtschaftete das Unternehmen einen Umsatz von 83,5 Millionen Euro. Jede zweite Klingel und Gegensprechanlage in Deutschland kommt – dem SWR zur Folge aus dem Schwarzwälder Familienbetrieb in Furtwangen.
Ende Juni 2023 übergab Gabriele Siedle die Geschäftsführung an ein Dreierteam, bestehend aus Jochen Cura, kaufmännischer Geschäftsführer, Christoph Weber, Geschäftsführer Technik und Peter Strobel als Geschäftsführer für Markt und Innovation.
Das Unternehmen erwirtschaftete im Jahre 2016 mit rund 550 Mitarbeitern, wovon rund 80 Prozent in den zwei Werken mit Logistikzentrum in Furtwangen tätig waren – konsolidiert – rund 90 Millionen Euro Umsatz. Zur Siedle-Gruppe der Eigentümer gehören ebenfalls die 1978 als Tochtergesellschaft gegründete Kunststoff- und Elektrotechnik GmbH, ein Zulieferer für Thermo- und Duroplastteile in die Automobil-, Elektro- und Gebrauchsgüterindustrie im ca. 26 Kilometer naheliegenden Mönchweiler, die Novotechnick OHG, ein Hersteller für Sensorentechnologie in Ostfildern und durch Übernahme 1986 des Aktienpakets die Contelec AG in Biel in der Schweiz, ein Unternehmen für Lösungen im Bereich der Winkel- und Wegmessung. Laut einem Bericht im Schwarzwälder Bote zum 80. Geburtstag von Horst Siedle erwirtschaften seine Unternehmen zusammen 162,4 Millionen Euro Umsatz. Siedle ist europaweit führend in der Gebäudekommunikation und Marktführer in der Gebäudekommunikation
Im März 2022 stoppte Siedle die Produktion von Türkommunikation im Wert von 900.000 € für den Auftrag eines Neubaus einer Luxus-Immobilie am Roten Platz in Moskau aufgrund Sanktionen gegen Russland seit dem Überfall auf die Ukraine.
Siedle ist Mitglied im Wirtschaftsverband Industrieller Unternehmen Baden. Produktdesign von Siedle wird seit 1972 kontinuierlich mit dem iF Design Award ausgezeichnet. Auf dem von der Stiftung Familienunternehmen herausgegebenem Ranking der ältesten Familienunternehmen Deutschlands belegt Siedle (Stand Juni 2019) die Position 32.

## Meilensteine des Unternehmens
Systeme und Meilensteine seit 1935:

| Jahr      | Produkt          | Beschreibung                                                |
| --------- | ---------------- | ----------------------------------------------------------- |
| 1935      | Portavox         | der erste Türlautsprecher                                   |
| 1971      | HT 111           | das erste Haustelefon mit integriertem Gong                 |
| 1972      | Video-Portavox   | erste Video-Türüberwachung auf dem deutschen Markt          |
| 1975      | HT 311           | das erste Systemtelefon mit unterschiedlichen Tastenmodulen |
| 1981      | Siedle Vario 511 | das erste modulare Türlautsprechersystem                    |
| 1986      | Siedle Multi     | ein System für komplexe Anwendungen                         |
| 1998      | Siedle Vario 611 | Systembaukasten für Türkommunikation                        |
| 2000      | Siedle Steel     | hochwertige Systeme in Einzelanfertigung                    |
| 2006      |                  | Haustelefone mit individualisierbarer Gestaltung            |
| 2008/2010 | Siedle Select    | ein Komplettsystem für Einfamilienhäuser                    |
| 2010      | Siedle Scope     | die weltweit erste mobile Videosprechstelle                 |
| 2012      | Siedle Access    | ein serverbasiertes IP-System für Gebäudekommunikation      |
| 2015/2016 | Siedle Basic     | Freisprechstationen                                         |
| 2020      | Siedle IQ        | Haustelefone mit App-Anbindung                              |

## Produkte
- Türkommunikation
- Video-Sprechanlagen
- Audio-Sprechanlagen
- Türstationen
- Haustelefone
- Freisprechtelefone

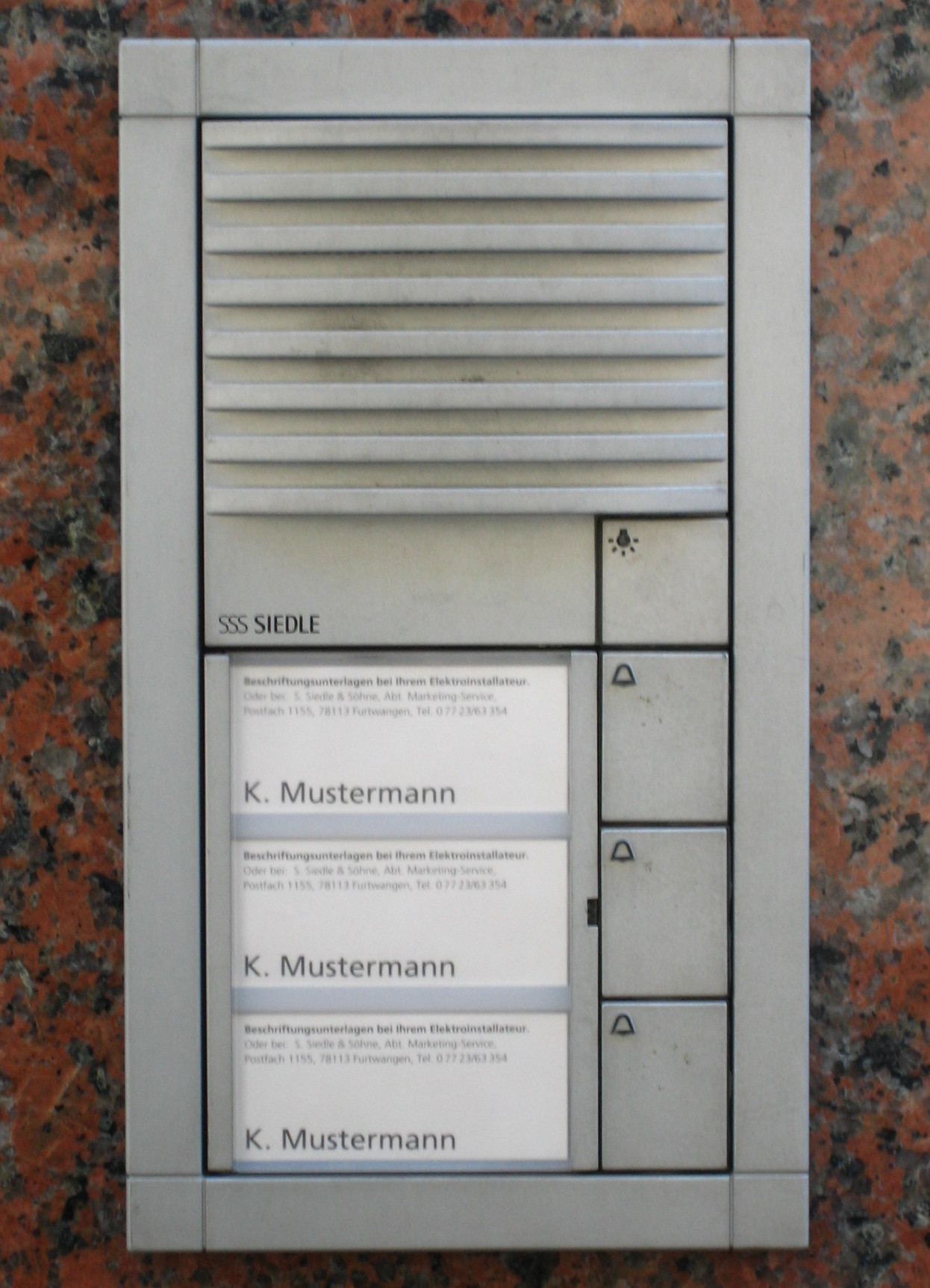
Version der Sprechanlage Vario, hier: Vario 611

- Mobile Videosprechstelle Siedle Scope
- Briefkästen
- Zutrittskontrolle
- Beleuchtung
- Kommunikations- und Leitsysteme
- Schnittstellen zu Telefonanlagen und IP-Netzen
- Integration von Smartphones und Tablets als Innenstationen
- Barrierefreie Gebäudekommunikation
- IP-System Siedle Access